# Ciutat Vella
Ciutat Vella (katalanisch für Altstadt, kastilisch: Ciudad Vieja) ist der erste der zehn Stadtbezirke der katalanischen Hauptstadt Barcelona. Er hat rund 100.000 Einwohner auf 4,37 Quadratkilometern. Der Bezirk entspricht dem historischen Zentrum der Stadt und umfasst den Bereich innerhalb der Stadtmauern des 14. und 15. Jahrhunderts sowie das Stadtviertel La Barceloneta, das außerhalb der Mauern lag.
| Jahr | Einwohner |
| ---- | --------- |
| 1991 | 90.612    |
| 1996 | 83.829    |
| 2001 | 85.177    |
| 2006 | 118.967   |
| 2011 | 104.056   |
| 2016 | 100.451   |

## Geografie und Stadtbezirksgliederung

Stadtviertel im Bezirk

Der Stadtbezirk Ciutat Vella grenzt im Süden an Sants-Montjuïc, im Westen an Eixample, im Norden an Sant Martí und im Osten an das Mittelmeer.
Im Stadtbezirk finden sich unter anderem folgende für die Stadt Barcelona bedeutende Einrichtungen und Gebäude:
- Plaça Reial
- Plaça del Rei
- Plaça de Sant Jaume mit dem Palau de la Generalitat und dem Rathaus von Barcelona
- La Catedral
- die gotischen Kirchen Santa Maria del Mar und Santa Maria del Pi
- Palau de la Música Catalana
- Gran Teatre del Liceu
- Museu d’Art Contemporani de Barcelona (MACBA)
- Palau Güell
- Parc de la Ciutadella
- Zoo Barcelona
- Hafen von Barcelona

### Stadtviertel im Bezirk
Der Stadtbezirk gliedert sich in die vier Stadtviertel:
| Code | Name                                  | Einwohner (2016) | Fläche (ha) | Einwohnerdichte (Personen/ha) |
| ---- | ------------------------------------- | ---------------- | ----------- | ----------------------------- |
| 01   | El Raval                              | 47.274           | 109,8       | 430,6                         |
| 02   | Barri Gòtic                           | 15.729           | 84,2        | 186,8                         |
| 03   | La Barceloneta                        | 15.068           | 131,4       | 114,7                         |
| 04   | Sant Pere, Santa Caterina i la Ribera | 22.380           | 111,4       | 200,9                         |
| I    | Ciutat Vella                          | 100.451          | 436,9       | 229,9                         |